# Anelaphus inornatum
Anelaphus inornatum är en skalbaggsart som först beskrevs av Chemsak och Linsley 1979.  Anelaphus inornatum ingår i släktet Anelaphus och familjen långhorningar.
Artens utbredningsområde är Honduras. Inga underarter finns listade i Catalogue of Life.